# Klaus Humpert
Klaus Humpert (* 21. September 1929 in Frankfurt am Main; † 10. Oktober 2020 in Freiburg im Breisgau) war ein deutscher Architekt und Stadtplaner.

## Leben

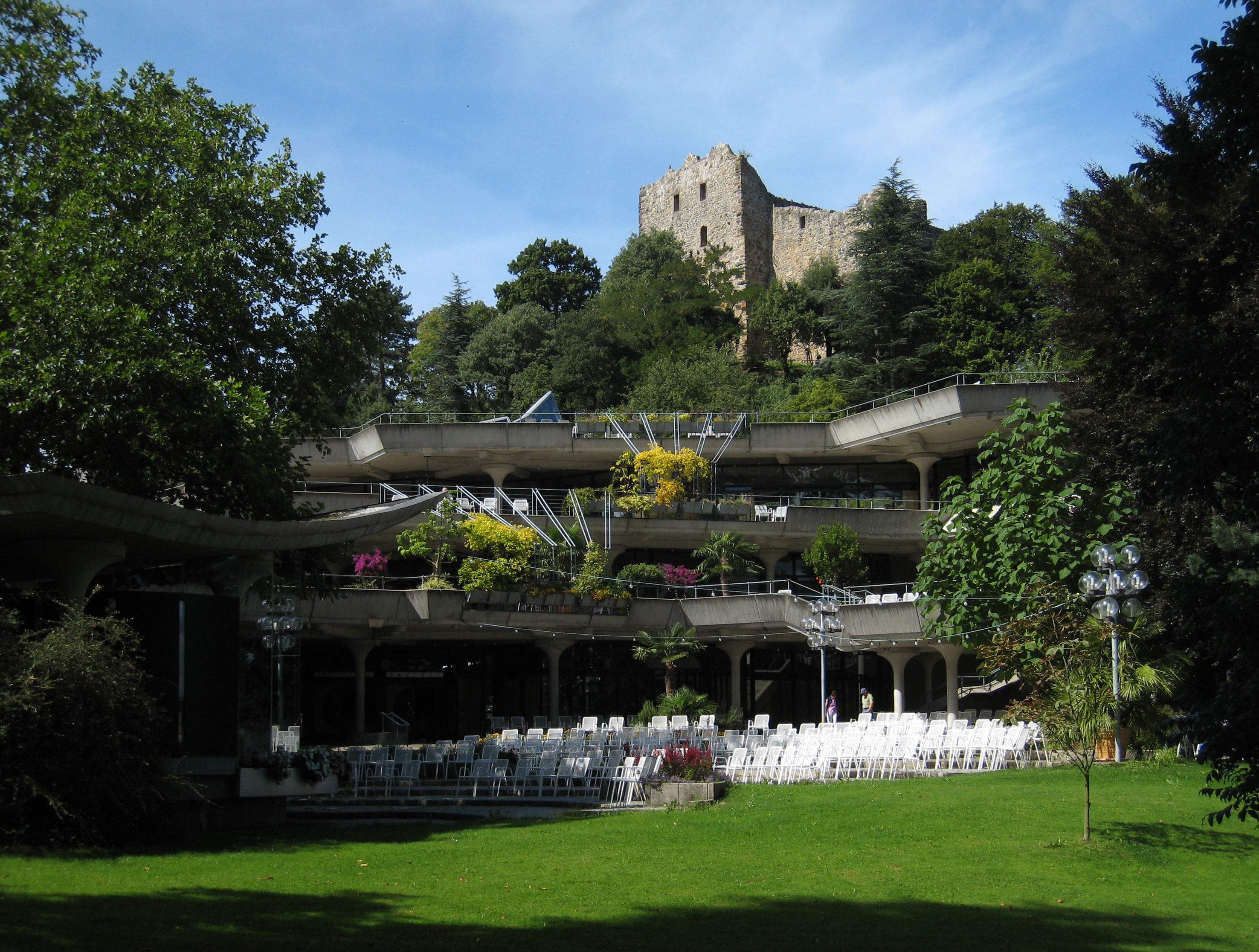
Kurhaus Badenweiler

Humpert wuchs im Schwarzwald auf und war Schüler am jesuitischen Kolleg St. Blasien. Von 1949 bis 1954 studierte er Architektur an der Technischen Hochschule Karlsruhe, unter anderem bei Egon Eiermann und Otto Ernst Schweizer. Von 1955 bis 1965 arbeitete er in der Staatlichen Bauverwaltung in Freiburg im Breisgau. Wichtige Projekte in dieser Zeit waren die sogenannten Rundhochhäuser in Lahr (1960–62 zusammen mit Hans-Walter Henrich; heute als Ensemble unter Denkmalschutz) und die Planung des neuen Kurhauses in Badenweiler (Ausführung 1969–72, Bauleitung: Erwin Heine). Im Jahr 1965 wechselte er an das Stadtbauamt Freiburg und war von 1970 bis 1982 Leiter des Planungsamtes.
Von 1982 bis 1994 war er Professor am Städtebauinstitut der Universität Stuttgart. Er forschte von 1987 bis 1994 im Rahmen eines Sonderforschungsbereichs über Gesetzmäßigkeiten bei der Ausbreitung menschlicher Siedlungen. Ab 1990 erforschte er die Methode und Praxis der mittelalterlichen Stadtplanung. 
Außerdem war Humpert über 30 Jahre lang Preisrichter in über 500 Wettbewerben in den Bereichen Städtebau, Architektur, Landschaftsarchitektur und Kunst. Unter anderem war er Preisrichter und Juryvorsitzender für den neuen Hauptbahnhof Stuttgart (Stuttgart 21), die Erweiterung des Frankfurter Flughafens sowie den Campus Westend der Universität Frankfurt am Main. Humpert war Mitglied der Akademie der Künste in Berlin und der Deutschen Akademie für Städtebau und Landesplanung sowie im Deutschen Werkbund Baden-Württemberg. Er lebte zuletzt in Freiburg, wo er 2020 im Alter von 91 Jahren verstarb.

## Forschungen zur mittelalterlichen Stadtplanung
Im Jahr 1990 hat Humpert im Stadtgrundriss von Freiburg Messspuren, Modulreihen und Radien entdeckt, die er als Hinweis verstand, dass geometrische Messstrukturen dem Stadtgrundriss zugrunde liegen. Untersuchungen in vielen anderen mittelalterlichen Städten zeigen nach Humpert dieselben oder ganz ähnliche geometrische Phänomene. 
Es wurden folgende Städte untersucht: Freiburg, Villingen, Offenburg, Rottweil, Esslingen am Neckar, München, Lübeck, Wismar, Speyer, Basel, Bern, Breisach, der Campo von Siena,  Neumarkt in der Oberpfalz, Abensberg, Bräunlingen und Deggendorf.
Dieselbe Messmethode wurde laut Humpert auch in mittelalterlichen Miniaturen, in der Manessischen Handschrift und im Bild Gott als Weltenschöpfer nachgewiesen.
Mit den Forschungsarbeiten wird aufgezeigt, dass die gängige Vorstellung von der gewachsenen mittelalterlichen Stadt falsch sei. Die mittelalterlichen Planer konnten nicht nur Klosteranlagen und Kirchen exakt vermessen und bauen, sondern hätten auch in der großen Epoche der Stadtgründung von 1100 bis 1350 (ca. 3000 Neugründungen im deutschsprachigen Raum) große Konzepte eingemessen. 
Die Arbeitsmethodik ist laut Humpert inzwischen im Wesentlichen aufgeklärt und sei überall im Wesentlichen gleich.
Im Anfangsbereich der Forschung wurden die großen Kreisbögen mit Zirkelschlägen mithilfe eines langen Seiles erklärt. Inzwischen sei klar, dass die großen Bögen mithilfe der Viertelsmethode auf einem Dreieck konstruiert werden und keine langen Seile verwendet werden müssen. Die Mittelpunkte der Kreisbögen, wie sie zu Beginn der Forschung angenommen wurden, können weitgehend aufgegeben werden, da der Bogen auf einer geraden Linie, die im Messgerüst nachgewiesen werden kann, ersetzt wird.
Diese neuere, tiefere Erkenntnis beantworte sehr einfach viele bisher offene Fragen.
In großen Feldversuchen wurde die mittelalterliche Arbeitstechnik nachvollzogen und ihre Genauigkeit nachgewiesen.
Mithilfe von Google Earth ist ein Messfeld südlich von Schwerin mit der geometrischen Planung der Stadt Wismar von einem Pflug markiert worden. 
Zwei Filme beschäftigen sich mit dieser Forschung:
- Gottes Plan und Menschen Hand: Die Entdeckung der mittelalterlichen Stadtplanung. Eine Dokumentation von Dominik Wessely, SWR, 2004[5]
- Schönheit ist planbar. Ein Film von Meinhard Prill, Bayerisches Fernsehen, 2009

Humperts Hauptthese lautet, dass die mittelalterlichen Städte nicht „natürlich“ gewachsen, sondern von Städtebauern nach einem festgelegten Schema geplant worden seien. Sie basiert auf der Grundrissanalyse moderner Katasterpläne. Vergleichbare Forschung in Österreich betrieb Erwin Reidinger.
Trotz einiger lobender Kritiken ist das Werk nach Meinung vieler Fachleute methodisch wie terminologisch viel zu unkritisch, um wirklich überzeugen zu können. Forschungsergebnisse der Archäologie des Mittelalters widersprächen in vielen Fällen Humperts Rekonstruktionen. So hätte das von Humpert rekonstruierte Stadtplanungskonzept von Speyer einen wesentlichen Bezugspunkt mitten im damaligen Rheinlauf gehabt, in Villingen und anderswo zeigten Grabungsbefunde, dass die heutigen Gebäudefluchten nicht in die Gründungsphase der Stadt zurückreichen und deshalb nicht im Humpertschen Sinne als Quelle genutzt werden können.
Am Städtebau-Institut in Stuttgart wird alle zwei Jahre der Klaus-Humpert-Preis für innovativen Städtebau ausgelobt.

## Ehrungen und Auszeichnungen
- 1972 Hugo-Häring-Preis für das Kurhaus in Badenweiler
- 1978 Prix Cembureau des Verbandes der europäischen Zementindustrie (Cembureau) für das Kurhaus in Badenweiler
- 1982 Fritz-Schumacher-Preis der Alfred-Toepfer-Stiftung für seine städtebauliche Tätigkeit in Freiburg
- 1985 Holzbaupreis
- 2005 Verdienstorden der Bundesrepublik Deutschland am Bande (4. März 2004)[8]

## Schriften
- Prozess und Form „Natürliche Konstruktionen“. Der Sonderforschungsbereich 230. Ernst & Sohn, Berlin 1996, ISBN 3-433-02883-4.
- Einführung in den Städtebau. Kohlhammer, Stuttgart 1997 ISBN 3-17-013060-9.
- (gemeinsam mit M. Schenk): Entdeckung der mittelalterlichen Stadtplanung. Das Ende vom Mythos der gewachsenen Stadt. Theiss, Stuttgart 2001, ISBN 3-8062-1464-6.
- (gemeinsam mit Klaus Brenner und Sibylle Becker): Fundamental Principles of Urban Growth. Müller + Busmann, Wuppertal 2002, ISBN 3-928766-51-1.
- Lauf-Spuren. edition esefeld & traub, Stuttgart 2007, ISBN 978-3-9809887-1-1.
- Der mittelalterliche Plan der Stadt Abensberg. Abensberg 2008, ISBN 978-3-00-024713-2.
- Die verborgenen geometrischen Konstruktionen in den Bildern der Manesse-Liederhandschrift Freiburg i.Br., 2013 PDF Online